# Sestav desetih oktaedrov
| Sestav desetih oktaedrov           | Sestav desetih oktaedrov       |
| ---------------------------------- | ------------------------------ |
|                                    |                                |
| Vrsta                              | uniformni sestav               |
| Sklic                              | UC15 in UC16                   |
| Poliedri                           | 10 oktaedrov                   |
| Stranske ploskve                   | 20+60 trikotnikov              |
| Robovi                             | 120                            |
| Oglišča                            | 60                             |
| Simetrijska grupa                  | ikozaederska (Ih)              |
| Podgrupa omejena na eno komponento | 3-kratna antiprizmatična (D3d) |

Sestav desetih oktaedrov je v geometriji s simetrična razporeditev desetih oktaedrov, ki jih obravnavamo kot tristrane antiprizme, ki so razporejene vzdolž osi s trikratno vrtilno simetrijo ikozaedra. Dva sestava se razlikujeta v orientaciji oktaedrov: Vsakega izmed sestavov lahko pretvorimo v drugega z vrtenjem oktadra za 60º. 
Sklic v preglednici na desni se nanaša na seznam sestavov uniformnih poliedrov.

## Kartezične koordinate
Kartezične koordinate oglišč tega telesa so vse ciklične permutacije vrednosti
(0, ±(τ−1√2 + 2sτ), ±(τ√2 − 2sτ−1))
(±(√2 − sτ2), ±(√2 + s(2τ − 1)), ±(√2 + sτ−2))
(±(τ−1√2 − sτ), ±(τ√2 + sτ−1), ±3s)
kjer je τ = (1 + √5)/2 zlati rez, ki ga včasih pišemo kot φ innd s je r +1 ali −1. Če postavimo s = −1 dobimo telo UC15, pri tem pa z s = +1 dobimo telo UC16.

## Vir
- Skilling, John (1976), »Uniform Compounds of Uniform Polyhedra«, Mathematical Proceedings of the Cambridge Philosophical Society, 79: 447–457, doi:10.1017/S0305004100052440, MR 0397554.